# Governo da Estônia no exílio
O Governo da Estônia no exílio  foi a autoridade governamental formalmente declarada da República da Estônia no exílio, existindo desde 1944 até ao restabelecimento da soberania da Estónia sobre o território da Estónia em 1991 e 1992. A sua legitimidade foi traçada através da sucessão constitucional até ao último governo estónio no poder antes da invasão soviética de 1940. Durante a sua existência, foi o governo da Estônia reconhecido internacionalmente.

## Contexto
A URSS ocupou a Estónia em 14 de junho de 1940. As autoridades soviéticas prenderam o presidente Konstantin Päts e deportaram-no para a URSS, onde morreu na prisão em 1956. Muitos membros dos governos atuais e anteriores foram deportados ou executados, incluindo oito antigos chefes de Estado e 38 ministros. Aqueles que sobreviveram foram para a clandestinidade.
Eleições simuladas foram realizadas de 14 a 15 de julho de 1940 para um "Riigikogu do Povo", no qual os eleitores foram apresentados a uma única lista dominada por comunistas. Esta eleição é agora considerada ilegal e inconstitucional, uma vez que foi realizada com base numa lei eleitoral que não foi aprovada pela câmara alta, conforme exigido pela constituição estónia.  A câmara alta foi dissolvida logo após a ocupação e nunca mais foi convocada. O "Riigikogu do Povo" reuniu-se em 21 de julho, com apenas uma ordem de trabalhos - uma resolução declarando a Estónia uma república soviética e solicitando a adesão à União Soviética. A resolução foi aprovada por unanimidade.
Päts foi forçado a renunciar em 21 ou 22 de julho, dependendo da fonte. De acordo com a Seção 46 da Constituição da Estônia, Johannes Vares, que servia como primeiro-ministro de um governo fantoche dominado pelos comunistas nomeado em junho, assumiu então os poderes do presidente sob o título de "Primeiro-Ministro nas funções do Presidente" e presidiu as fases finais da aquisição soviética até a Estónia ser formalmente incorporada na União Soviética em 9 de agosto.
No entanto, Jüri Uluots, o último primeiro-ministro constitucional na época da ocupação soviética, sustentou que a nomeação de Vares como primeiro-ministro era ilegítima e, portanto, ele era o legítimo chefe de estado interino com a perda de Päts. Uluots tentou nomear um novo governo estoniano em julho de 1941, no início da ocupação alemã, mas as autoridades alemãs recusaram-se a reconhecer a Estônia como um estado soberano.

## História

### Comitê Nacional sob ocupação pela Alemanha Nazista
O Comité Nacional da República da Estônia foi formado por indivíduos envolvidos no governo estónio e na resistência anti-alemã durante a ocupação alemã da Estônia. O Comitê foi liderado inicialmente, a partir de 23 de março de 1944, por Kaarel Liidak, depois, a partir de 15 ou 16 de agosto, por Otto Tief. O Comité proclamou-se o poder supremo da República da Estônia em 1 de agosto de 1944.

### Falha em restabelecer a independência

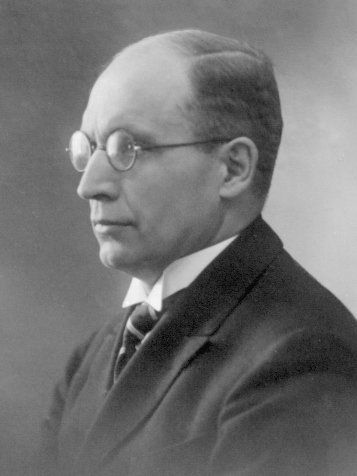
Juri Uluots

Em Junho de 1942, os líderes políticos da Estônia que sobreviveram às repressões soviéticas realizaram uma reunião escondida das potências ocupantes na Estônia, onde foram discutidas a formação de um governo clandestino da Estônia e as opções para preservar a continuidade da república.  Em 6 de janeiro de 1943, foi realizada uma reunião na delegação estrangeira da Estônia, em Estocolmo. A fim de preservar a continuação legal da República da Estônia, foi decidido que Jüri Uluots deveria continuar a cumprir as suas responsabilidades como primeiro-ministro, uma vez que era o último titular legítimo no cargo ao abrigo da constituição.  Em 20 de abril de 1944, o Comité Eleitoral da República da Estônia (Vabariigi Presidendi Asetäitja Valimiskogu, a instituição especificada na Constituição para eleger o Presidente da República em exercício) realizou uma reunião clandestina em Tallinn. Os participantes incluíram:
- Jüri Uluots, o último primeiro-ministro da Estônia antes da ocupação soviética.
- Johan Holberg, o substituto do Comandante-em-Chefe das Forças Armadas.
- Otto Pukk, presidente da Câmara dos Deputados.
- Alfred Maurer, o Segundo Vice-Presidente do Conselho Nacional.
- Mihkel Klaassen, Juiz do Supremo Tribunal da Estônia.

O Comitê determinou que a nomeação de Vares como primeiro-ministro por Päts foi ilegal e que Uluots assumiu as funções de presidente a partir de 21 de junho de 1940.  Em 21 de junho de 1944, na qualidade de primeiro-ministro nas funções de presidente, Uluots nomeou Otto Tief como vice-primeiro-ministro. Em 18 de setembro de 1944, Uluots, sofrendo de câncer, nomeou Otto Tief como primeiro-ministro interino e nomeou um governo composto por 11 membros. Em 20 de setembro de 1944, Uluots, com a saúde debilitada, partiu para a Suécia. Tief assumiu o cargo de acordo com a constituição e aproveitou a oportunidade com a saída dos alemães para declarar restaurado o governo legítimo da Estônia. A maioria dos membros deste governo partiu de Tallinn em 21 de setembro e de Tief em 22 de setembro. Conforme relatado pelo Instituto Real de Assuntos Internacionais: em 21 de setembro, o governo nacional da Estónia foi proclamado, as forças da Estónia tomaram os edifícios do governo em Toompea e ordenaram a saída das forças alemãs.  A bandeira da Alemanha foi substituída pela tricolor da Estônia na torre da bandeira Pikk Hermann. O governo de Tief, no entanto, não conseguiu manter o controlo, pois as unidades militares estonianas lideradas por Johan Pitka entraram em confronto com alemães e soviéticos. Em 22 de setembro, os soviéticos assumiram o controle de Tallinn e derrubaram a bandeira da Estônia.

### Voo à frente das forças soviéticas
O governo Tief fugiu de Tallinn. A última reunião foi realizada na aldeia Põgari, no dia 22 de setembro. No entanto, o barco que deveria se encontrar para evacuá-los através do Báltico apresentou problemas no motor e não conseguiu chegar a tempo. A maioria dos membros e funcionários, incluindo Tief, foram capturados, presos, deportados ou executados pelo avanço dos soviéticos. Tief conseguiu sobreviver uma década na Sibéria e morreu na Estônia em 1976. Apenas Kaarel Liidak, Ministro da Agricultura, morreu em 16 de janeiro de 1945.

### Declaração oficial
Após a morte de Uluots em 9 de janeiro de 1945, August Rei, como o membro sobrevivente mais antigo do governo, assumiu o papel de chefe de estado interino. Rei foi apoiado pelos membros sobreviventes do governo Tief na Suécia. Rei foi o último enviado da Estônia a Moscou antes da anexação soviética e conseguiu escapar de Moscou através de Riga para Estocolmo em junho de 1940. 
Rei declarou um governo oficial da Estônia no exílio em 12 de janeiro de 1953, em Oslo, Noruega.  (Oslo, e não Estocolmo, foi escolhido porque a Noruega não proibia tal atividade política, enquanto a Suécia sim).
No entanto, outro grupo de políticos estónios acreditava que um presidente deveria ser eleito através de algum órgão representativo. Este grupo foi liderado por Alfred Maurer, que foi segundo vice-presidente do Conselho Nacional da Estônia antes de 1940. Maurer foi eleito Presidente da República Interino (Vabariigi Presidendi Asetäitja) no exílio em 3 de março de 1953, em Augustdorf, Alemanha. Embora a linhagem de Maurer tivesse mais apoio entre a comunidade exilada, ele nunca nomeou nenhum novo governo (afirmando que o governo de Tief ainda está no cargo e não há necessidade de um novo governo) e esta linha foi extinta após a morte de Maurer, um ano e meio depois, em 20 de setembro de 1954. Isto deixou o governo Rei como o único concorrente à legitimidade.
O cargo de chefe de governo interino continuou a ser assumido por sucessão após a morte de Rei em 1963. De 1953 a 1992, foram formados cinco governos no exílio.

### Diplomacia
Dos três estados bálticos, apenas a Estônia estabeleceu um governo formal no exílio. Nos casos da Letônia e da Lituânia, a autoridade soberana foi atribuída às suas legações diplomáticas. Mesmo no que diz respeito à Estônia, as legações foram o principal instrumento para a condução da diplomacia e para a administração dos assuntos quotidianos do Estado (como a emissão de passaportes). A principal legação da Estônia era o consulado na cidade de Nova York.
Sob a Doutrina Stimson dos Estados Unidos, a legitimidade da ocupação soviética dos estados bálticos nunca foi reconhecida. Como a principal autoridade diplomática era exercida pelo consulado da Estônia na cidade de Nova Iorque,  o papel do governo no exílio de Oslo era, em grande medida, de natureza simbólica. O consulado da Estônia na Irlanda estava em processo judicial. Os navios estonianos foram instruídos a ir para um porto soviético. Três navios da Estônia (Otto, Piret e Mall) e dois da Letônia (Rāmava e Everoja) escolheram um porto neutro na Irlanda. Ivan Maisky, embaixador da União Soviética no Reino Unido, requereu ao Supremo Tribunal de Dublin a posse dos navios. Seus proprietários não puderam ser contatados. John McEvoy, cônsul honorário da Estônia, opôs-se com sucesso à ação.  Isto foi recordado por Toomas Hendrik Ilves, Presidente da Estônia. 
No entanto, o governo estónio no exílio serviu para levar adiante a continuidade do Estado estônio. O último primeiro-ministro nas funções de presidente, Heinrich Mark, encerrou o trabalho do governo no exílio ao entregar suas credenciais ao novo presidente Lennart Meri em 8 de outubro de 1992. Meri emitiu uma declaração agradecendo ao governo estoniano no exílio por ser o guardião da continuidade legal do Estado estoniano.

## Lista de primeiros-ministros em exercício
Esta é a lista dos primeiros-ministros em exercício (peaministri asetäitjad) do governo no exílio da Estônia:
- Johannes Sikkar (12 de janeiro de 1953 - 22 de agosto de 1960)
- Tõnis Kint (22 de agosto de 1960 - 1 de janeiro de 1962)
- Aleksander Warma (1 de janeiro de 1962 - 30 de março de 1963)
- Tõnis Kint (30 de março de 1963 - 23 de dezembro de 1970)
- Heinrich Mark (8 de maio de 1971 - 1 de março de 1990)
- Enno Penno (1 de março de 1990 - 15 de setembro de 1992)